# راهی به تمامیت
راهی به تمامیت (انگلیسی: The Path of Totality) دهمین آلبوم استودیویی گروه نیو متال آمریکایی کورن است. در ۲ دسامبر ۲۰۱۱ (۱۱ آذر ۱۳۹۰) در اروپا و ۶ دسامبر ۲۰۱۱ (۱۵ آذر ۱۳۹۰) در ایالات متحده منتشر شد. این آلبوم توسط تولیدکنندگان مختلف موسیقی الکترونیک مانند اسکریلکس، نویزیا، اکسیشن و سایر تولیدکنندگان مستقل دیگر تولید شده‌است. " برخیز! "، یکی از سه آهنگ تولید شده توسط اسکریلکس است و به صورت دانلود دیجیتالی در ۶ می ۲۰۱۱ منتشر شد. " همنوع‌خوار خودشیفته" به عنوان دومین تک آهنگ در ۱۸ اکتبر ۲۰۱۱ منتشر شد.

## فهرست آهنگ‌ها
| شماره      | نام                                                       | تهیه‌کننده(ها)                    | مدت   |
| ---------- | --------------------------------------------------------- | -------------------------------- | ----- |
| ۱.         | «Chaos Lives in Everything» (با همراهی اسکریلکس)          | اسکریلکس ، جیم مانتی             | ۳:۴۷  |
| ۲.         | «Kill Mercy Within» (با همراهی نویزیا)                    | نویزیا، جیم مانتی                | ۳:۳۵  |
| ۳.         | «My Wall» (با همراهی اکسیشن)                              | اکسیشن، جیم مانتی، داون‌لینک      | ۲:۵۵  |
| ۴.         | «Narcissistic Cannibal» (با همراهی اسکریلکس و کیل د نویز) | اسکریلکس ، کیل د نویز، جیم مانتی | ۳:۱۰  |
| ۵.         | «Illuminati» (با همراهی اکسیشن و داون‌لینک)                | اکسیشن، داون‌لینک، جیم مانتی      | ۳:۱۶  |
| ۶.         | «Burn the Obedient» (با همراهی نویزیا)                    | نویزیا، جیم مانتی                | ۲:۳۸  |
| ۷.         | «Sanctuary» (با همراهی داون‌لینک)                          | داون‌لینک، جی‌دویل، جیم مانتی      | ۳:۲۴  |
| ۸.         | «Let's Go» (با همراهی نویزیا)                             | نویزیا، جیم مانتی                | ۲:۴۰  |
| ۹.         | «Get Up!» (با همراهی اسکریلکس)                            | اسکریلکس، جیم مانتی              | ۳:۴۲  |
| ۱۰.        | «Way Too Far» (با همراهی تولف پلنت وفلینچ)                | تولف پلنت، فلینچ، جیم مانتی      | ۳:۴۹  |
| ۱۱.        | «Bleeding Out» (با همراهی فید می)                         | فید می، جیم ماونتی               | ۴:۴۹  |
| مجموع مدت: | مجموع مدت:                                                | مجموع مدت:                       | ۳۷:۴۵ |

## اعضا

### کورن
- جاناتان دیویس - خواننده اصلی
- جیمز «مانکی» شفر - گیتار، همخوان
- رجینالد «فیلدی» آرویزو - بیس، گیتارهای اضافی
- ری لوزیر – درام، سازهای کوبه‌ای